# ウスマン・クリバリ
ウスマン・クリバリ（Ousmane Coulibaly 、1989年7月9日 - ）は、フランス・パリ出身のプロサッカー選手。元マリ代表。ポジションは、ディフェンダー。

## クラブ経歴
2014年8月1日、プラタニアスFCと3年契約を結んだ。2年間で活躍を披露し、ギリシャ国内外のビッグクラブから注目を集めた。
2016年8月30日、25万ユーロでパナシナイコスFCに移籍。